# Pz.Sfl. IC
5 cm PaK 38 Auf Pz.Kpfw II Sonderfahrgestell 901 – niemiecki lekki niszczyciel czołgów z okresu II Wojny Światowej, opierający się na podwoziu czołgu lekkiego.
Pz.Kpfw. II Ausf.G (VK 9.01), które to podwozie zostało wyposażone w otwartą z góry wieżę z uzbrojeniem głównym.

## Historia
W lipcu 1940 r. dział projektowy Waffenprufamt 6 pod dowództwem Generała Heinricha Ernsta Kniepkamp'a został wyznaczony do opracowania lekkiego niszczyciela czołgów dla Dywizji pancernych oraz Dywizji zmechanizowanych. Projekt wieży opracowano w zakładach Rheinmetall-Borßig AG, zaś podwoziem miało się stać istniejące już, należące do prototypowego czołgu Lekkiego Pz.Kpfw II Ausf.G zakładów M.A.N (Maschinenfabrik Augsburg-Nürnberg AG).
W ramach Panzerprogramm 41 z 30 maja 1941 zamówiono 1200 maszyn dla Dywizji pancernych oraz 825 wozów dla dywizji zmechanizowanych oraz Pułków rozpoznawczych (Aufklärungs-Abteilungen). Produkcja seryjna miał się rozpocząć w Lipcu 1941, jednakże do września 1941 udało się zbudować jedynie dwa w pełni użytkowe prototypy.

## Służba
10 marca 1942 OKH (Oberkommando des Heeres) poleciło przydzielenie dwóch Pz.Sfl.IC do 3.Zug/Panzerjäger kompanie 601, aby zastąpić stracone w terenie działa samobieżne 8.8 cm Flak 18 Sfl. W raporcie wyposażeniowym z 20 sierpnia 1942 odnotowano dwa Pz.Sfl.IC (Tylko jeden wóz sprawny) działające w ramach Panzerjäger-Abteilung 559 pod dowództwem A.O.K.2 (Armeeoberkommando 2). Wozy brały udział w walkach na froncie Wschodnim.

## Opis konstrukcji
Maszyna w klasycznym układzie napędowym, z przodu przedział kierowniczy z kierowcą, przekładnią i skrzynią (Wał wyprowadzony prawą stroną kadłuba) , następnie otwarty przedział bojowy z ładowniczym i działonowym/dowódcą obsługującymi główne uzbrojenie. z tyłu wozu, przedział silnikowy ze zbiornikami paliwa, chłodnicą i jednostką napędową.
Uzbrojenie główne tego niszczyciela czołgów stanowiła gwintowana armata 5cm KwK 39 l/60, która była obsługiwana przez dwóch załogantów.
| Amunicja   | Typ pocisku | Masa pocisku | Prędkość wylotowa | Penetracja na dystansie (60°): | Penetracja na dystansie (60°): | Penetracja na dystansie (60°): | Penetracja na dystansie (60°): | Penetracja na dystansie (60°): |
| Amunicja   | Typ pocisku | Masa pocisku | Prędkość wylotowa | 100m                           | 500m                           | 1000m                          | 1500m                          | 2000m                          |
| ---------- | ----------- | ------------ | ----------------- | ------------------------------ | ------------------------------ | ------------------------------ | ------------------------------ | ------------------------------ |
| Pzgr. 39   | APC-HE      | 2,06 kg      | 835 m/s           | 69mm                           | 59mm                           | 48mm                           | 37mm                           | –                              |
| Pzgr. 40   | APCR        | 0,925 kg     | 1180 m/s          | 130mm                          | 72mm                           | 38mm                           | –                              | –                              |
| Pzgr. 40/1 | APCR        | 1,07 kg      | 1130 m/s          | 116mm                          | 76mm                           | –                              | –                              | –                              |

| Historia produkcji | Historia produkcji |
| ------------------ | --- |
| Państwo            | III Rzesza |
| Typ pojazdu        | Lekki niszczyciel czołgów |
| Producent          | Rhm-Borßig AG – (Wieża) M.A.N AG – (Kadłub) |
| Projekt            | Lipiec 1940 |
| Produkcja          | Lipiec/Sierpień 1941 |
| W użyciu           | 1942-1943 |
| Dane techniczne    | |
| Masa własna        | 10 500 kg |
| Długość            | 4,24 m |
| Szerokość          | 2,39 m |
| Wysokość           | 2,05 m |
| Napęd              | |
| Silnik             | Gaźnikowy, Maybach HL45 P Rzędowy, 6-cylindrowy, o pojemności 4.678 cm³ lub Gaźnikowy, Maybach HL66 P Rzędowy, 6-cylindrowy o pojemności 6.754 cm³ |
| Moc                | HL45 150 KM przy 3800 obr./min. HL66 180 KM przy 2800 obr./min.                                                                                    |
| KM/t               | HL45 14,2 KM/t HL66 17,1 KM/t |
| Skrzynia biegów    | Manualna LGR 15319 bądź LGL 15319 |
| Osiągi             | |
| Prędkość           | HL45 65 km/h HL66 70 km/h |
| Trakcja            | |
| Napęd              | Na dwa przednie koła napędowe |
| Zawieszenie        | Niezależne typu Schachtellaufwerk, Po 5 kół na stronę, amortyzatory hydrauliczne                                                                   |